# 그리고 신은 여자를 창조했다 (1956년 영화)
《그리고 신은 여자를 창조했다》(프랑스어: Et Dieu... créa la femme)는 프랑스에서 제작된 로제 바딤 감독의 1956년 드라마 영화이다. 브리지트 바르도 등이 주연으로 출연하였다.
동명의 영어 리메이크 영화 《그리고 신은 여자를 창조했다》 는 1988년 개봉되었으며 똑같이 로제 바딤 감독이 맡았다.

## 출연

### 주연
- 브리지트 바르도
- 쿠르트 위르겐스
- 장루이 트랭티냥

### 조연
- 이사벨 코레

## 기타
- 미술: 장 앙드레